# Fábrica Harino Panadera
La fábrica Harino Panadera, sita en Las Arenas (Guecho) (Provincia de Vizcaya, España) es un edificio racionalista con influencias expresionistas realizado en hormigón armado y proyectado en 1933. 

## Descripción
El edificio tiene planta rectangular y cuenta con gran presencia en el cruce de las calles Máximo Aguirre y Arellano. Es un edificio que muestra un aspecto cambiante, con partes diferenciadas y con una clara fluidez y fragmentación volumétrica que responden a las necesidades del programa funcional, manteniendo una unidad compositiva y estética. Tiene cubierta plana y presenta semisótano, planta baja y primera en parte de la construcción y solo semisótano y planta baja en la parte trasera del inmueble. Los materiales de acabado exterior se presentan homogéneos, siendo dominante la presencia del ladrillo caravista rojo. Los antepechos de los balcones se resuelven en ladrillo caravista coronados con barandilla de tubo metálico circular. Hay elementos constructivos puntuales como albardillas, vierteaguas y cercos de vanos de apariencia pétrea en color crema. El inmueble original fue objeto de modificaciones en el año 1986.
La fachada a la calle Máximo Aguirre tiene una presencia visual muy destacada. Consta de un paño de ladrillo como base de la composición y muestra una clara direccionalidad hacia el encuentro con la calle Arellano. La lectura se inicia desde la izquierda, marcando una altura inicial inferior con precisos cortes rectos como punto de arranque, para a continuación aumentar en altura y emerger del citado paño en su primer piso una sucesión de cuerpos curvos volados de diferente dimensión, pero con una direccionalidad hacia la esquina del inmueble y acabar girando literalmente el paño del muro en una forma curva en la planta primera y, cubrir en vuelo el corte en chaflán que se produce en ese mismo punto en la planta baja. En esta fachada actualmente se aprecian dos entradas principales delimitadas por un marco o portada plana de piedra caliza. Una de las entradas se sitúa a media fachada con la inscripción superior en grandes letras que dice Edificio Santa Ana, mientras la otra se ubica en la esquina del inmueble resuelto en chaflán y actualmente no tiene inscripciones. En la planta baja en su lateral izquierdo se ubican dos ventanas horizontales con un dintel y vierteaguas continuo que las unifica. En la planta primera, desde la izquierda, primero se sucede un cuerpo de ladrillo en vuelo con grandes ventanales que pasa a tener forma curva abriéndose y continuando en un balcón curvo que acentúa la dirección hacia el ángulo para posteriormente tras un paño recto con un vano destacar un semicilindro en vuelo con un vano continuo curvo y acabar iniciándose la curvatura de unión hacia la calle Arellano. En este último paño curvo se introduce una ventana continua curva con parteluces.
La fachada a la calle Arellano, es la continuación de la anteriormente descrita con la que comparte el diseño de la esquina del inmueble. La curvatura del paño de ladrillo rojo da paso a un paño recto liso que se destaca con una leve disminución en altura del inmueble. Posteriormente un nuevo cuerpo en vuelo formado por la unión balcón-elemento macizo de fachada similar al anteriormente descrito incide en la dirección hacia la curvatura de unión de las dos fachadas. La fachada prosigue con una disminución en altura pero manteniendo dos pisos para posteriormente a algo menos de dos tercios de su longitud pasar a un cerramiento liso de una única altura. Las ventanas en el primer tramo de la fachada son de un tipo, mientras en el tramo de una altura se realizan cuatro series de ventanas continuas horizontales.
La fachada a la calle Ibaibide es un paño simétrico de ladrillo caravista que se resuelve a modo de hastial con un escalonamiento en tres alturas. El muro es predominantemente ciego y en él se centran tres ventanas de desarrollo horizontal. Por último el edificio tiene una fachada que no mira a ninguna calle sino al edificio de viviendas que completa esta manzana de la trama urbana. Esta fachada es de una única altura, es una sucesión de vanos horizontales y en ella se produce el acceso de vehículos al semisótano mediante una rampa.